# Tajemnice lasu
Tajemnice lasu (ang. Into the Woods) – amerykański muzyczny film fantasy z 2014 w reżyserii Roba Marshalla, inspirowany baśniami takimi jak Jaś i magiczna fasola, Czerwony Kapturek, Roszpunka i Kopciuszek. Stanowi kinową adaptację broadwayowskiego musicalu Into the Woods autorstwa Jamesa Lapine (również scenarzysty filmu) i kompozytora Stephena Sondheima. Wyróżniony m.in. trzema nominacjami do Oscarów oraz Satelitą dla najlepszej obsady filmowej.

## Fabuła
Piekarz i jego żona pozostają bezdzietni na skutek klątwy, którą nałożyła lata wcześniej zła czarownica. Wiedźma zgodziła się ją zdjąć, jeśli otrzyma cztery przedmioty (białą krowę, złoty pantofelek, czerwony płaszcz, włosy w kolorze kukurydzy). Małżonkowie w ich poszukiwaniu udają się do tytułowego tajemniczego lasu, gdzie napotykają postacie z baśni braci Grimm.

## Odbiór
Film odniósł komercyjny sukces. Przy budżecie na poziomie 50 mln dolarów jego box office wyniósł ponad 212,9 mln dolarów. Tajemnice lasu otrzymały pozytywne oceny – portal Metacritic na podstawie 41 recenzji przyznał filmowi średnią 69 punktów (na 100), produkcja wysokie noty dostała również w serwisie Rotten Tomatoes (71%). American Film Institute zaliczył film do jedenastu najlepszych filmów amerykańskich z 2014.

## Obsada
- Meryl Streep jako Czarownica
- Emily Blunt jako Żona Piekarza
- James Corden jako Piekarz
- Anna Kendrick jako Kopciuszek
- Chris Pine jako Książę Kopciuszka
- Tracey Ullman jako Matka Jacka
- Christine Baranski jako Macocha
- Johnny Depp jako Wilk
- Lilla Crawford jako Czerwony Kapturek
- Daniel Huttlestone jako Jack
- MacKenzie Mauzy jako Roszpunka
- Billy Magnussen jako Książę Roszpunki
- Tammy Blanchard jako Florinda
- Lucy Punch jako Lucinda
- Frances de la Tour jako Żona Olbrzyma
- Richard Glover jako Szambelan
- Joanna Riding jako Matka Kopciuszka
- Annette Crosbie jako Babcia Czerwonego Kapturka
- Simon Russell Beale jako Ojciec Piekarza

## Wyróżnienia
- Nagrody Akademii Filmowej (2015) – 3 nominacje: Meryl Streep (aktorka drugoplanowa), Dennis Gassner i Anna Pinnock (scenografia i dekoracja wnętrz), Colleen Atwood (kostiumy)[7]
- Nagrody Brytyjskiej Akademii Filmowej (2015) – 2 nominacje: Colleen Atwood (kostiumy), Peter Swords King i J. Roy Helland (charakteryzacja i fryzury)[8]
- Critics’ Choice Movie Award (2015) – 5 nominacji[9]
- Złote Globy (2015) – 3 nominacje: najlepszy film komediowy lub musical, Emily Blunt (aktorka w filmie komediowym lub musicalu), Meryl Streep (aktorka drugoplanowa)[10]
- MTV Movie Awards (2015) – nagroda w kategorii najlepszy czarny charakter dla Meryl Streep[11]
- Satelity (2015) – nagroda dla najlepszej obsady filmowej i 3 nominacje: kostiumy, efekty specjalne i dźwięk[12]
- Saturn Awards (2015) – 5 nominacji[13]